# فرودگاه روبی
فرودگاه روبی (به انگلیسی: Ruby Airport) یک فرودگاه همگانی با کد یاتا RBY است که یک باند فرود شن و خاک دارد و طول باند آن ۱۲۱۹ متر است. این فرودگاه در کشور ایالات متحده آمریکا قرار دارد و در ارتفاع ۲۰۱ متری از سطح دریا واقع شده است.